# جينيفر نيكول لي
جينيفر نيكول لي (بالإنجليزية: Jennifer Nicole Lee)‏ هي عارضة وكاتِبة وممثلة أمريكية، ولدت في 13 يونيو 1975 في روتشستر في الولايات المتحدة.

## وصلات خارجية
- الموقع الرسمي
- جينيفر نيكول لي على موقع IMDb (الإنجليزية)